# Жовенш Амігуш
Ассосіасау ді Жовенш Амігуш ді Таррафал або просто Жовенш Амігуш (порт. Associação Jovens Amigos do Tarrafal) — професійний кабо-вердський футбольний клуб з міста Таррафал, на острові Сан-Ніколау.

## Історія клубу
Команда базується в другому за величиною місті Таррафал на острові Сан-Ніколау. Жовенш Амігуш здобули свій перший та єдиний на сьогодні титул, перемігши в Кубку острова Сан-Ніколау в 2007 році.

## Логотип
Їх логотип складається зі щита, який розділений на дві частини, світло-персикового кольору з карамельно-помаранчевим відтінком у верхній і синього кольору у нижній частині. На середині щита знаходиться печатка з зображенням острова. На вершині щита читається назва клубу "AJAT" і абревіатура "SN", що позначає назву острова, на якому розташований клуб. 

## Досягнення
- Кубок острова Сан-Ніколау: 1 перемога

2006/07

## Історія виступів у чемпіонатах та кубках
| Сезон   | Див. | Міс. | Іг. | В | Н | П | ЗМ | ПМ | РМ | О  | Кубок | Суперкубок | Примітки |
| ------- | ---- | ---- | --- | - | - | - | -- | -- | -- | -- | ----- | ---------- | -------- |
| 2013-14 | 2    | 5    | 14  | 3 | 6 | 5 | 16 | 19 | -3 | 15 |       |            |          |
| 2014-15 | 2    | 6    | 13  | 3 | 2 | 8 | 15 | 19 | -4 | 11 |       |            |          |